# نفرت حنوت
نفرت حنوت هي ملكة مصرية قديمة من الأسرة الثانية عشرة ، و هي على الأرجح زوجة الملك سنوسرت الثالث.
و قد كانت نفرت حنوت تلقب بالزوجة الملكية، و الأميرة الوراثية و من ترى حورس و ست ، و هي حتى الآن معروفة فقط من تابوتها و من شظايا من معبد صغير وجدت بجانب هرمها في مجمع هرم الملك سنوسرت الثالث الجنازي في دهشور ، و وجود قبرها بجوار هرم الملك سنوسرت الثالث يزيد من رجاحة الرأي القائل بأنها زوجته. وأشار د. أرنولد، الذي نقّب في مجمع أهرام سنوسرت الثالث وقبر الملكة إلى تدني نوعية النقوش علي تابوتها ، والتي هي في تناقض صارخ مع توابيت النساء الملكيات الأخريات المدفونات بجوار الهرم ، و قد تمت سرقة مقبرتها في وقت سابق ربما في العصور القديمة ، و كل ما تم اكتشافه فيه كان رأسا صولجان و ذلك بواسطة جاك دي مورغان الذي نقّب عن القبر لأول مرة في عام 1894.